# 権五台
権 五台（クォン・オテ、朝鮮語: 권오태/權五台、1926年11月2日または1927年1月15日 - 2010年8月2日）は、大韓民国の政治家、陸軍軍人。第9・10・12代大韓民国国会議員。本貫は安東権氏。

## 経歴
1926年11月2日、日本統治時代の朝鮮で慶尚北道の永川に生まれた。大邱師範学校（のちに慶北大学校に吸収合併）を卒業後、警備士官学校（2期）、続いて陸軍大学（のちに合同士官学校に統合）を経て、国防大学校を卒業した後、高麗大学校経営大学院に進学した。陸軍准将として予備役に編入後、企業や学園の代表・理事の職を経て1973年2月27日に行われた第9代総選挙にて浦項・迎日・永川・鬱陵地区より無所属で立候補して国会議員に当選した。その後は団体や政界の要職を務め、1978年12月12日に行われた第10代総選挙にて浦項・迎日・永川・鬱陵地区より無所属で立候補して再選された。また、1985年2月12日に行われた第12代総選挙にて永川・慶山地区より新韓民主党から立候補し、再び議員の職を務めた。その後は民主党副総裁、ハンナラ党顧問などを務めた後、2010年8月2日に老衰により83歳で亡くなった。

## 学歴
- 大邱師範学校
- 陸軍士官学校
- 陸軍大学
- 国防大学校
- 高麗大学校大学院

## 略歴
- 情報学校長、副軍団長、師団長
- 無所属議員会院内総務及び会長
- 民政会院内総務
- 韓国・コスタリカ、韓国・スペイン議員協会会長
- 憲法改正特別委員
- 民主化推進協議会副議長
- 民主党政務委員
- 統一民主党副総裁
- 民自党常任顧問
- 新韓国党常任顧問